# Asturienrevolutionen
| Asturienrevolutionen |
| --- |
| Arbetare som arresterats av Guardia Civil och Guardia de Asalto under Asturienrevolutionen. - Betydelse – revolt i Asturien - Tidpunkt – 5–18 oktober 1934 - Orsaker – generalstrejk mot sociala orättvisor, senare allmänt uppror - Lokala rebeller – gruvarbetare, socialister, anarkosyndikalister - Motståndare – andra spanska republiken och dess center-högerregim - Resultat – Spaniens militär, ledd av Francisco Franco slog ner upproret, med cirka 2 000 döda och minst 15 000 fängslade - Offer – 1 335 döda, 2 951 skadade och 30 000 fängslade arbetare |

Asturienrevolutionen varade under drygt två intensiva veckor 5–18 oktober 1934, och utgjorde upptakt till spanska inbördeskriget 1936–1939. Socialister och anarkister gjorde gemensam sak med folket i Asturien i sitt uppror mot den spanska högerregimen och den sociala misären.

## Förlopp
Upproret inleddes med en generalstrejk som strax övergick i öppen revolt. Särskilt aktiva var gruvarbetarna, som bekämpade militären med dynamit. Flera städer och byar i området intogs, liksom polisstationer, offentliga byggnader och vapenfabriken i Oviedo. Man började bygga upp en kollektiv ekonomi och avskaffade pengar och privat egendom. När upproret till sist krossades av armén, flyget och flottan (ledd av Francisco Franco), påbörjades ett skräckvälde med 1 335 döda, 2 951 skadade och 30 000 fängslade arbetare. Militären använde sig huvudsakligen av moriska kolonialtrupper från Spanska Marocko.
Franco kontrollerade trupperna, flygvapnet, krigsfartygen och de pansartåg som användes för att slå ner revolutionen. När han besökte Oviedo, efter att upproret slagits ner, sa han: "Det här kriget är ett gränskrig, och dess fronter är [mot] socialismen, kommunismen och vad som än attackerar civilisationen för att [försöka] ersätta det med barbariet". Styrkorna som sänts av Franco mot norr bestod av Spanska främlingslegionen och de marockanska kolonialtrupper som var kända som Regulares. Trots detta porträtterade den spanska högerpressen de asturiska rebellerna i främlingsfientliga och antisemitiska termer, som lakejer för den utländska judisk-bolsjevikiska konspirationen.
Asturienrevolutionen skedde i princip samtidigt som en motsvarande revolt i Katalonien (6 oktober 1934), vilken även den slogs ner med hårda medel.

## Revolutionärer

### Socialister
- Belarmino Tomás
- Graciano Antuña
- Ramón González Peña
- Teodomiro Menéndez

### Anarkosyndikalister
- Segundo Blanco
- José María Martínez
- Avelino González Mallada
- Aida Lafuente